# MBank

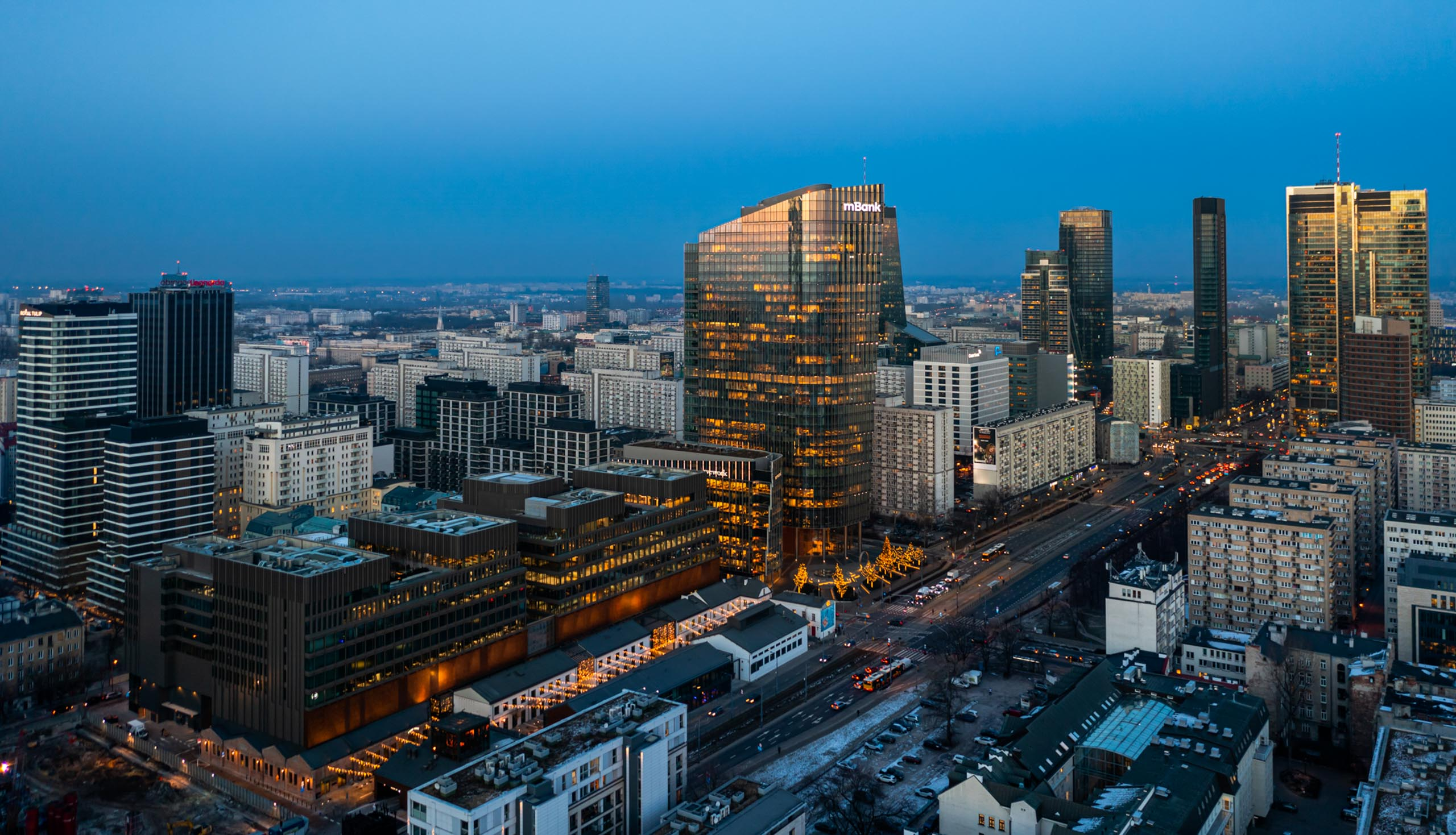
Siedziba mBanku w Warszawie

mBank SA (w latach 1986–1999 Bank Rozwoju Eksportu SA, w latach 1999–2013 BRE Bank SA) – bank uniwersalny z siedzibą przy ul. Prostej 18 w Warszawie działający od 1986. W latach 2000–2013 mBank był marką handlową banku internetowego należącą do BRE Banku. Na koniec 2021 była to czwarta pod względem wartości aktywów instytucja finansowa w Polsce. Podstawą prawną utworzenia banku była uchwała Rady Ministrów PRL, na mocy której zadaniem banku było wspieranie rozwoju gospodarki w obszarze handlu zagranicznego oraz pozyskiwania dewiz przez przedsiębiorstwa krajowe. Jego akcjonariuszami były Skarb Państwa oraz Narodowy Bank Polski. Od 1992 mBank notowany jest na Giełdzie Papierów Wartościowych w Warszawie.
Bank oferuje usługi w obszarach bankowości detalicznej, inwestycyjnej, rozwiązań dla przedsiębiorców oraz usługi bankowości prywatnej na trzech rynkach: w Polsce, Czechach i na Słowacji. W skład grupy banku wchodzą spółki oferujące takie usługi finansowe, jak leasing, faktoring czy specjalistyczny bank hipoteczny.
Głównym udziałowcem mBanku jest niemiecki Commerzbank (od 1994 partner strategiczny, od następnego roku udziałowiec, a w wyniku zwiększania liczby udziałów w spółce od 2003 posiada ich około 70%). Według stanu na 30 czerwca 2022 roku do Commerzbanku – czwartego co do wielkości pod względem aktywów banku w Niemczech – należało 69,21% akcji spółki. mBank SA jest najdłużej obecną spółką w indeksie WIG20. 

## Historia

### Bank Rozwoju Eksportu

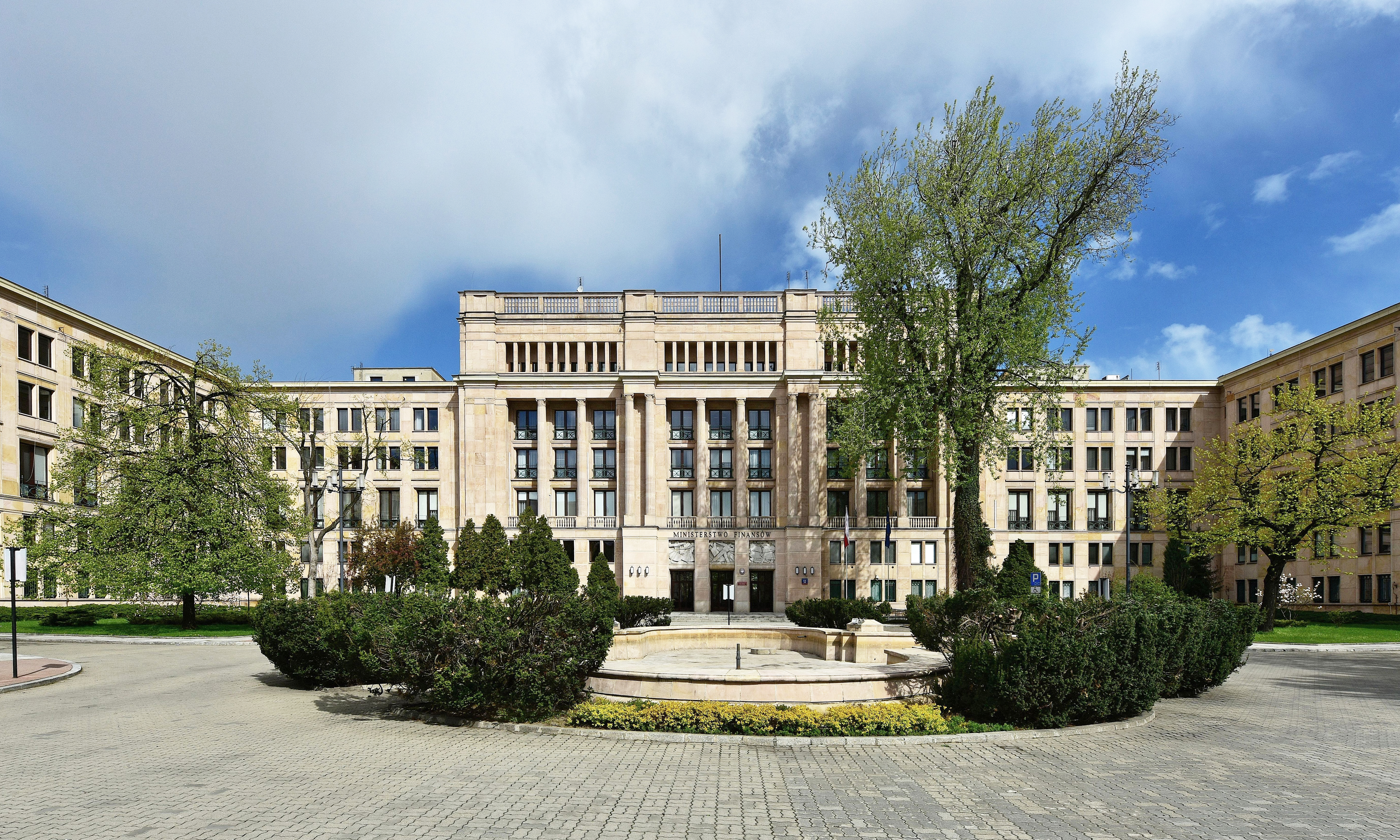
Gmach Ministerstwa Finansów w Warszawie, pierwsza siedziba centrali banku (2017)

Bank został założony w 1986 r. jako Bank Rozwoju Eksportu Spółka Akcyjna przez Radę Ministrów PRL. Formalnie założycielem banku był Minister Handlu Zagranicznego, który był największym udziałowcem spółki, obok Ministra Finansów, Narodowego Banku Polskiego, Banku Handlowego w Warszawie (BHW), Banku Polska Kasa Opieki (Pekao SA) oraz Banku Gospodarki Żywnościowej (BGŻ). Pierwszym prezesem zarządu został Krzysztof Szwarc, wcześniej dyrektor Centrali Handlu Zagranicznego „Impexmetal”, a w zarządzie zasiadł także Stanisław Pacuk. W pierwszych miesiącach działalności bank miał siedzibę w warszawskim gmachu Ministerstwa Finansów. W momencie utworzenia był trzecim bankiem w formie spółki akcyjnej działającym w PRL, obok BHW i Pekao SA. Bank rozpoczął działalność operacyjną w 1987, kiedy otrzymał, jako pierwszy bank, licencję na podstawie nowelizacji ustawy Prawo Bankowe.
W 1989 r. otrzymał linie kredytowe udzielone przez Bank Światowy i Międzynarodową Korporację Finansową. Został także członkiem międzynarodowego systemu rozliczeniowego SWIFT.
W 1990 r. rozpoczęto proces prywatyzacji spółki, był to pierwszy proces prywatyzacji banku w Polsce. Przeprowadzono go w drodze oferty publicznej na Giełdzie Papierów Wartościowych w Warszawie, debiut miał miejsce w 1992 (symbol akcji: BRE). Był to wówczas jeden z mniejszych banków działających w Polsce.

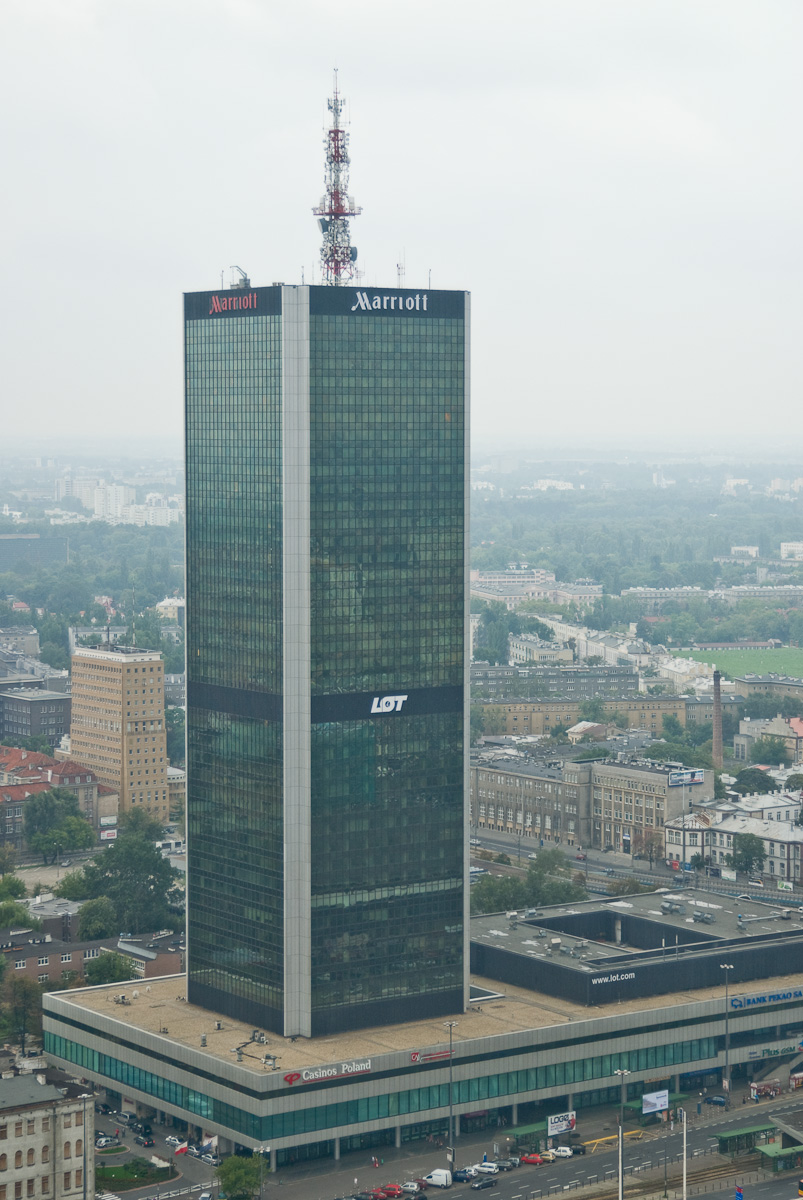
Centrum LIM, druga siedziba centrali banku (2008)

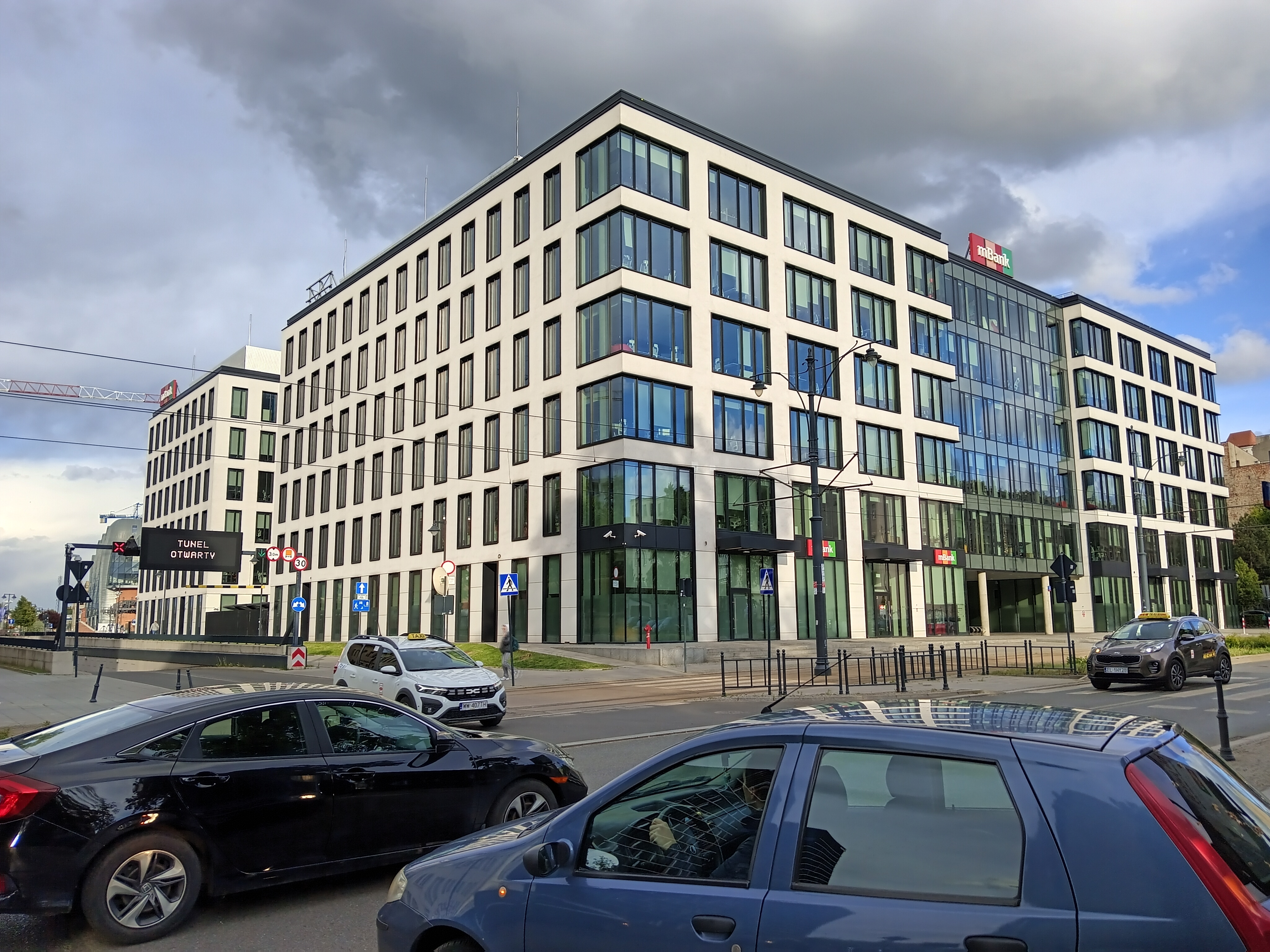
Biurowiec „Przystanek mBank” w Łodzi (2025)

W 1991 r. powstały pierwsze spółki grupy kapitałowej: Biuro Maklerskie BRE Brokers (później Dom Maklerski mBanku) oraz BRE Services (obecnie mLeasing). Bank zmienił również siedzibę na Centrum LIM. Współzakładał także Związek Banków Polskich.
W 1994 r. bank zawarł umowy o partnerstwie strategicznym z Commerzbank AG, który stopniowo zaczął zwiększać swoje zaangażowanie w akcjonariacie banku. W 1995 posiadał 21% akcji banku, dwa lata później 48,7%, a w 2000 objął 50% akcji. W latach 1994–2004 był wspólnie z Citibank (Poland) (do 2001) oraz BHW współudziałowcem spółki celowej mającej na celu odbudowę Pałacu Jabłonowskich w Warszawie, w którym po zakończeniu inwestycji ulokował siedzibę swojej centrali. Współfinansował także odbudowę sąsiedniego Kościoła św. Brata Alberta i św. Andrzeja Apostoła w Warszawie.
W 1997 r. bank utworzył Towarzystwo Funduszy Inwestycyjnych Skarbiec.

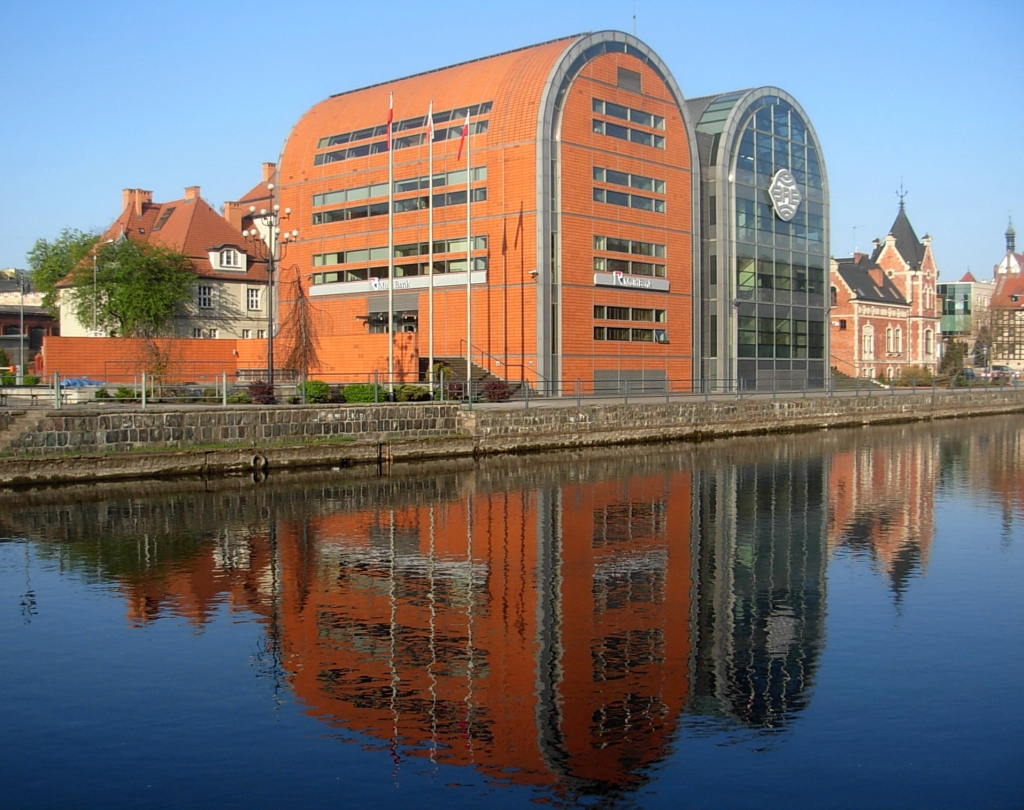
Siedziba mBanku w Bydgoszczy, wielokrotnie nagradzana w polskich konkursach architektonicznych (2013)

W 1998 nastąpiła fuzja z Polskim Bankiem Rozwoju, a nowym prezesem zarządu banku zostaje Wojciech Kostrzewa. Krzysztof Szwarc przeszedł do rady nadzorczej banku.

### BRE Bank

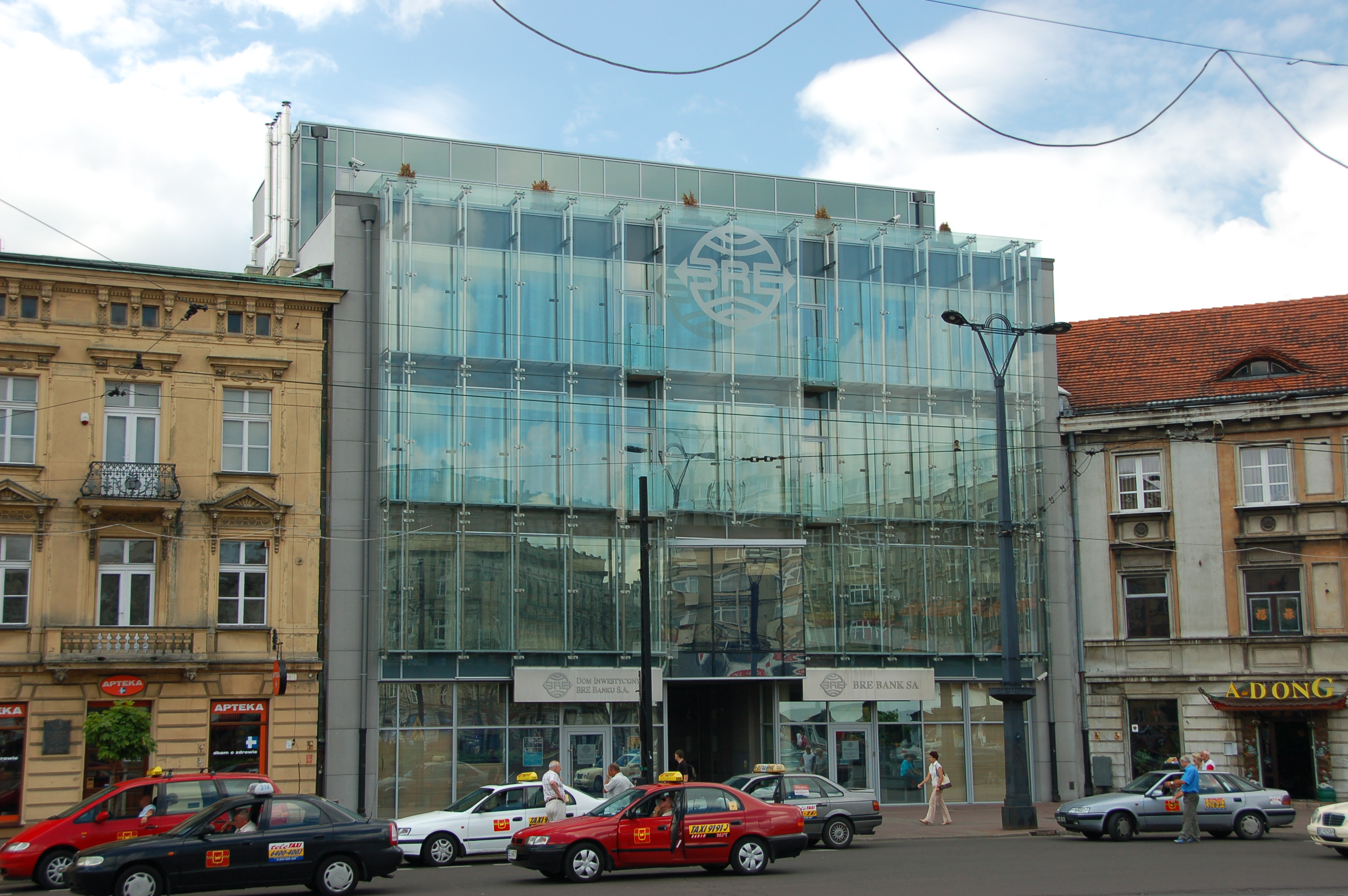
Placówka BRE Banku w Łodzi (2007)

W 1999 r. bank zmienił nazwę na BRE Bank S.A.
W 2000 r. powstała marka handlowa mBank, pod którą działalność rozpoczął pierwszy wyłącznie internetowy bank detaliczny w Polsce. Nie posiadał oddziałów, jedynie centra finansowe oraz kioski, w których można było dokonywać formalności związanych produktami bankowymi. Obsługa gotówkowa realizowana była przez bankomaty i wpłatomaty za pomocą karty debetowej lub (od 2001)  w placówkach Multibanku. Za dodatkową prowizją, można było wpłacać środki na konto w sklepach sieci Żabka i Freshmarket lub przez inną instytucję finansową.

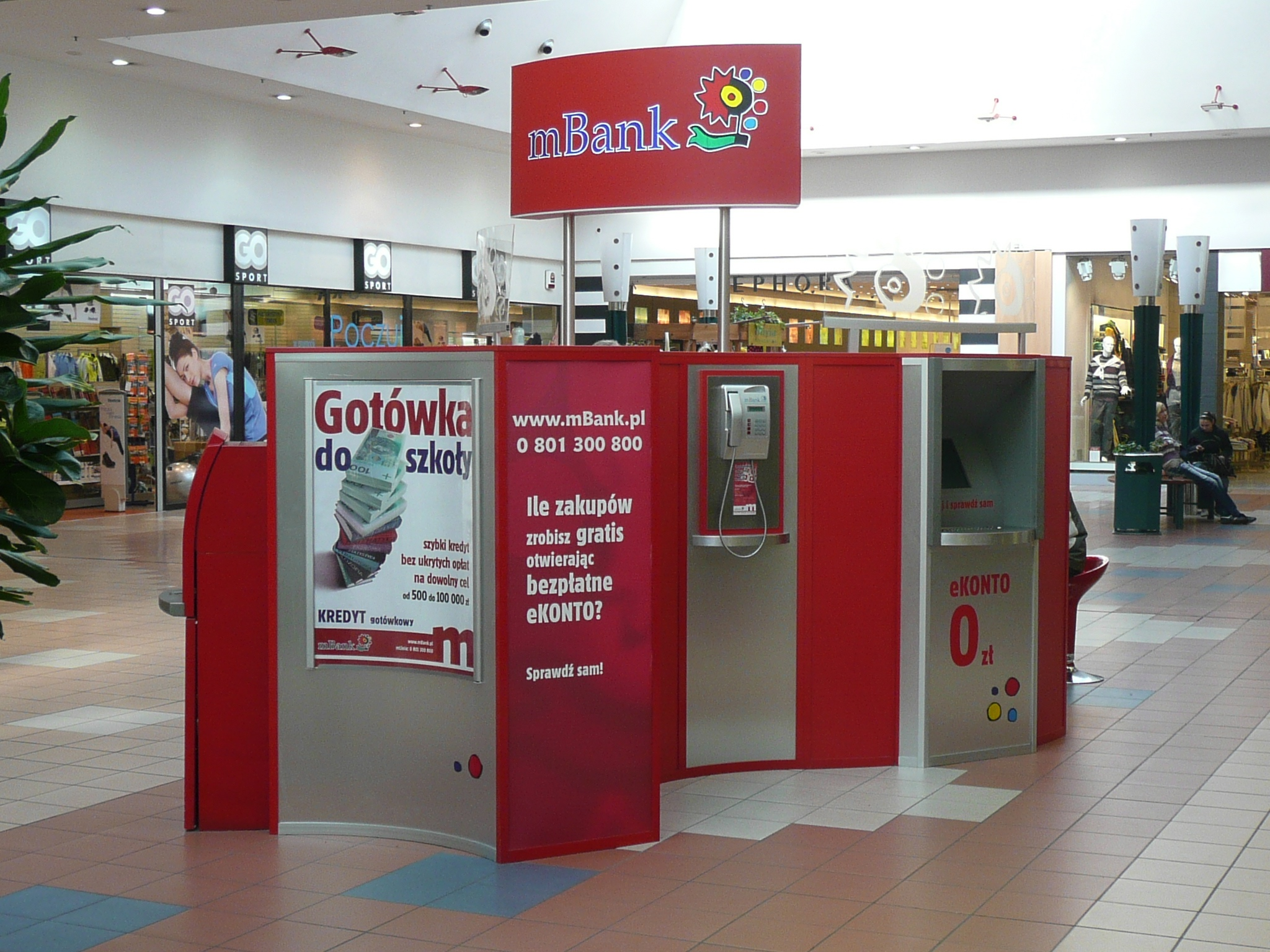
Kiosk mBanku w centrum handlowym w Bydgoszczy (2008)

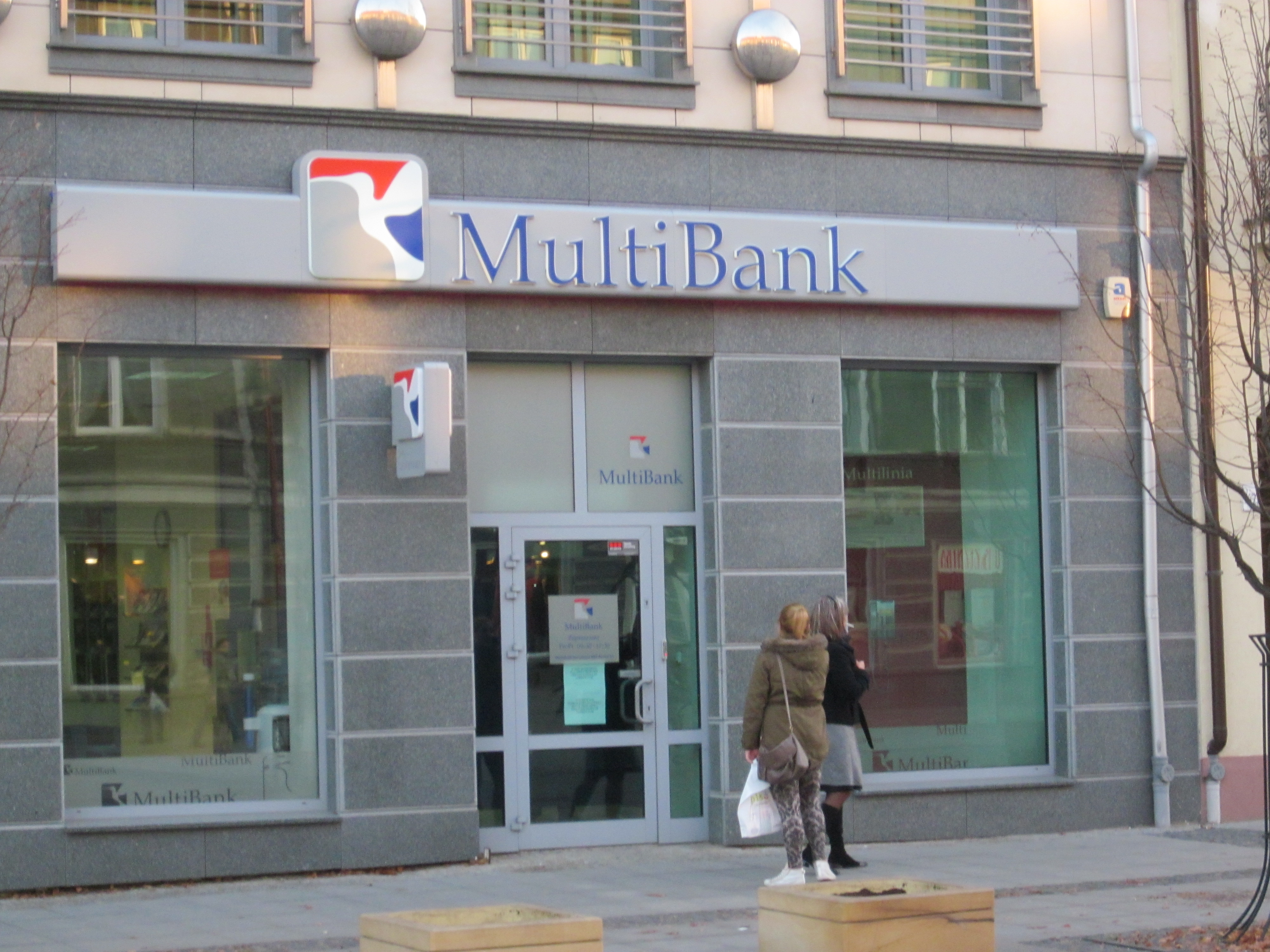
Placówka Multibanku w Białymstoku (2013)

W 2001 powstała druga marka handlowa BRE Banku, Multibank. Oferta Multibanku skierowana była zarówno do klientów indywidualnych, jak i biznesowych reprezentujących sektor małych firm.
W 2002 r. nastąpiło uzyskanie zgody na przejęcie Banku Częstochowa S.A., połączenie obu banków miało miejsce rok później. Klienci indywidualni zostali klientami marki handlowej Multibank, a klienci instytucjonalni zostali klientami BRE Bank. Licencja banku miała być wykorzystana przez wydzielony z BRE mBank, ale te plany nie zostały zmaterializowane.
W 2003 r. Commerzbank AG zwiększył zaangażowanie w akcjonariacie banku do 72,16%.
W okresie 2004–2008 prezesem zarządu był Sławomir Lachowski, członek zarządu banku od 2000 roku. Skupił się na stworzeniu bankowości detalicznej od podstaw oraz ekspansji zagranicznej banku na rynki Unii Europejskiej począwszy od krajów Europy Środkowo-Wschodniej, a następnie na rynki krajów Europy Zachodniej. W 2007 roku mBank uruchomił swoją działalność w Czechach i w Słowacji oraz Centrum Finansowe w Londynie. Plany dalszego rozwoju zostały zastopowane przez Commerzbank, głównego akcjonariusza banku, a w 2008 Lachowski przestał pełnić funkcję prezesa zarządu. Zastąpił go Mariusz Grendowicz.
W 2006 r. działalność rozpoczął pierwszy wirtualny operator telefonii komórkowej w Polsce, mBank mobile. Usługę zlikwidowano w 2014.
W 2010 r. Cezary Stypułkowski został prezesem zarządu banku.

### mBank

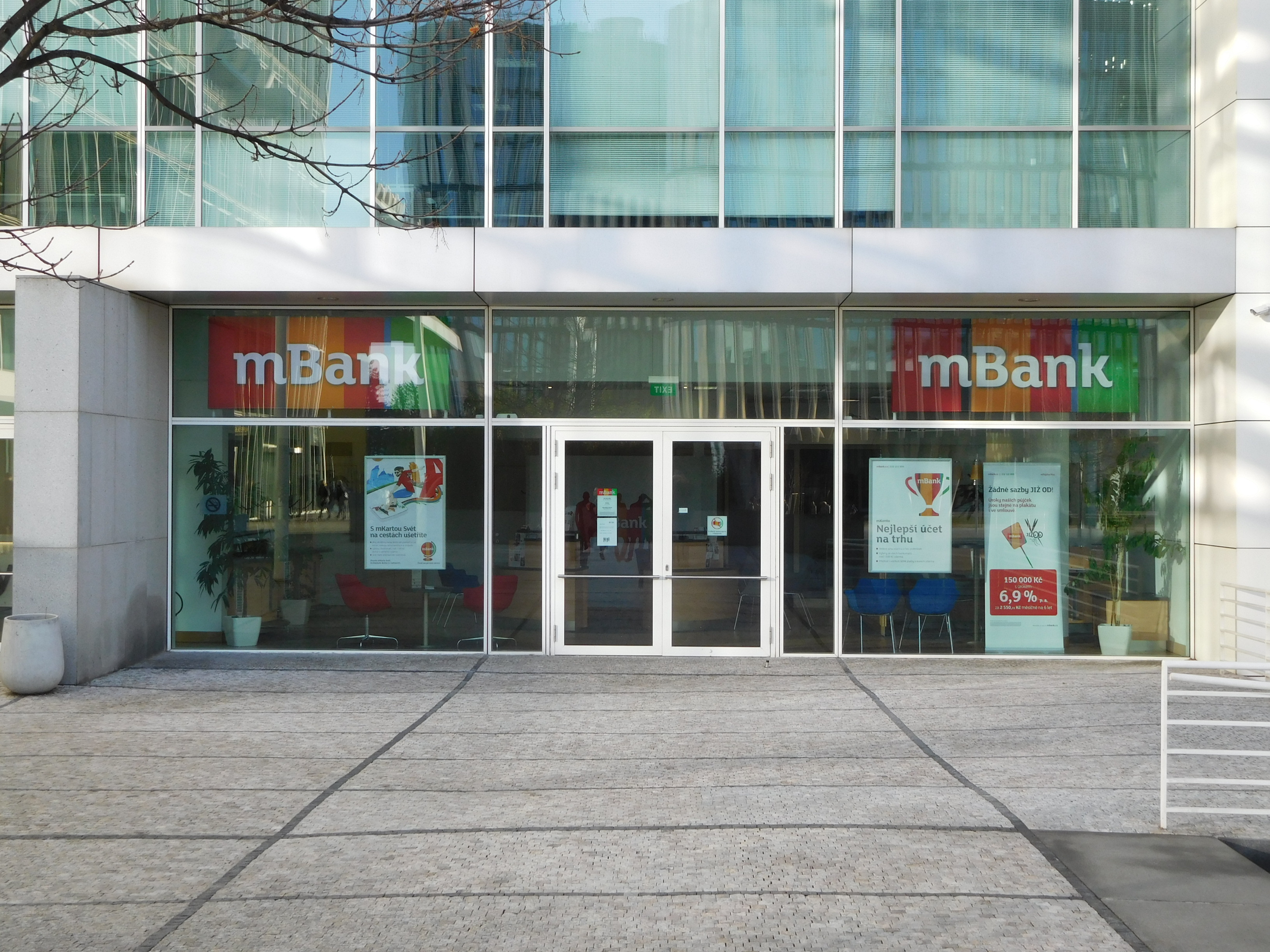
Placówka mBanku w Pradze (2019)

W 2013 r. bank przeprowadził rebranding, polegający na zastąpieniu trzech dotychczasowych marek handlowych: Multibank, BRE Bank, mBank i nazwy spółki przez jedną, mBank. Nastąpiła zmiana logo i identyfikacji wizualnej spółki. Rok później rebranding przeprowadzono w czeskim i słowackim oddziale spółki.
W 2014 r. rozpoczęto współpracę z Orange Polska, powstaje mobilny bank detaliczny Orange Finanse. Współpraca trwała do 2019.
W 2016 r. otwarto nową siedzibę banku w Łodzi o nazwie Przystanek mBank. Taką samą nazwę otrzymał pobliski przystanek komunikacji miejskiej.

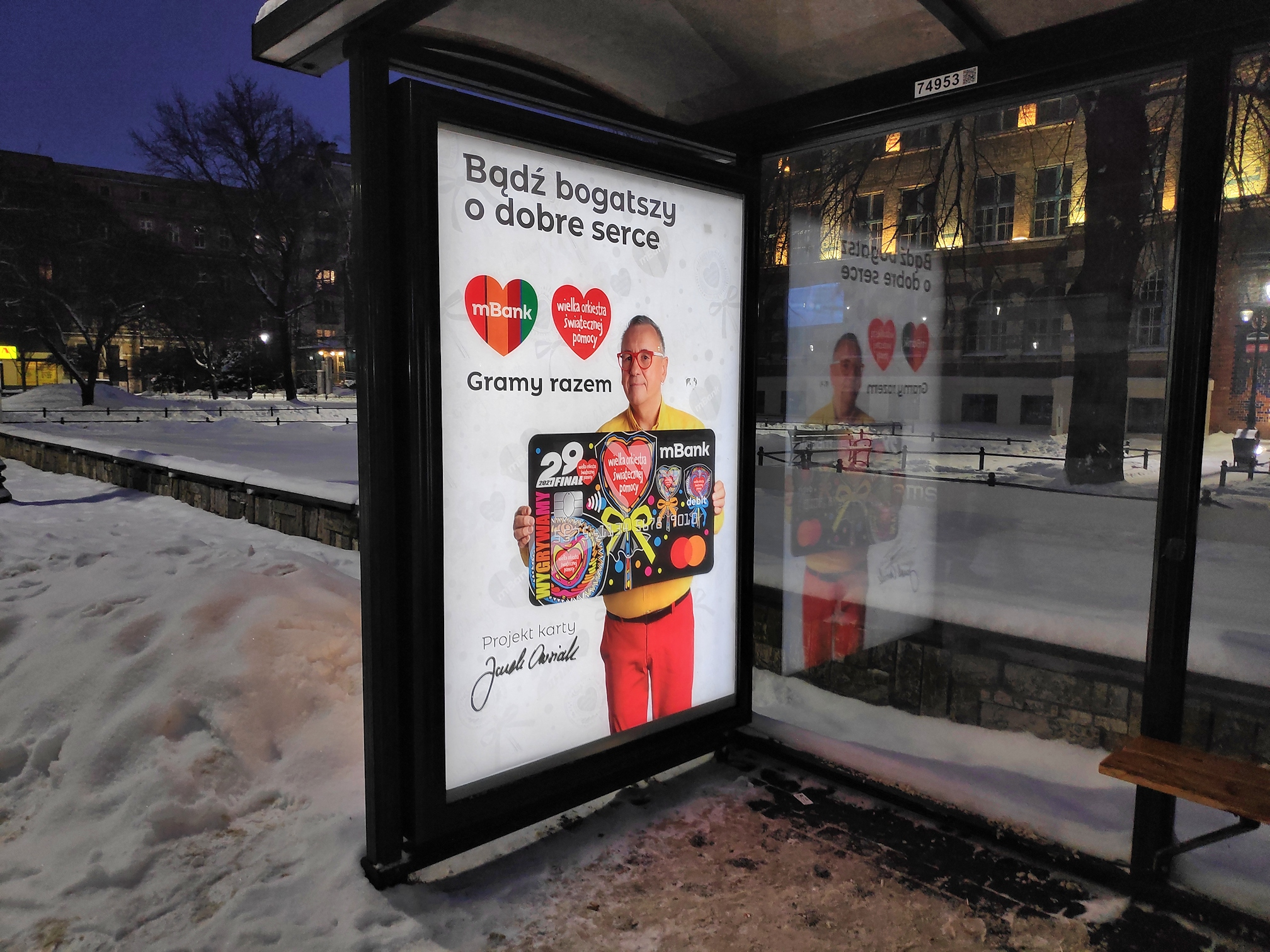
Reklama informująca o partnerstwie mBanku i WOŚP w Bytomiu (2021)

W 2018 r. bank został wyłącznym partnerem bankowym Wielkiej Orkiestry Świątecznej Pomocy.
W 2019 r. nastąpiła zmiana zasad kredytowania branży górniczej oraz energetyki węglowej. We wrześniu 2019 Commerzbank zatwierdził wystawienie na sprzedaż wszystkich posiadanych akcji mBanku, jednak w maju 2020 roku zrezygnował ze sprzedaży.
W 2020 r. nastąpiło kolejne odświeżenie logo oraz zmiana siedziby na Wieżę mBank, część kompleksu biurowego Mennica Legacy Tower w Warszawie przy ul. Prostej 18
W 2021 r. zaprezentowano nową strategię banku na lata 2021–2025, filarem strategii zapowiedziano ESG

## Usługi

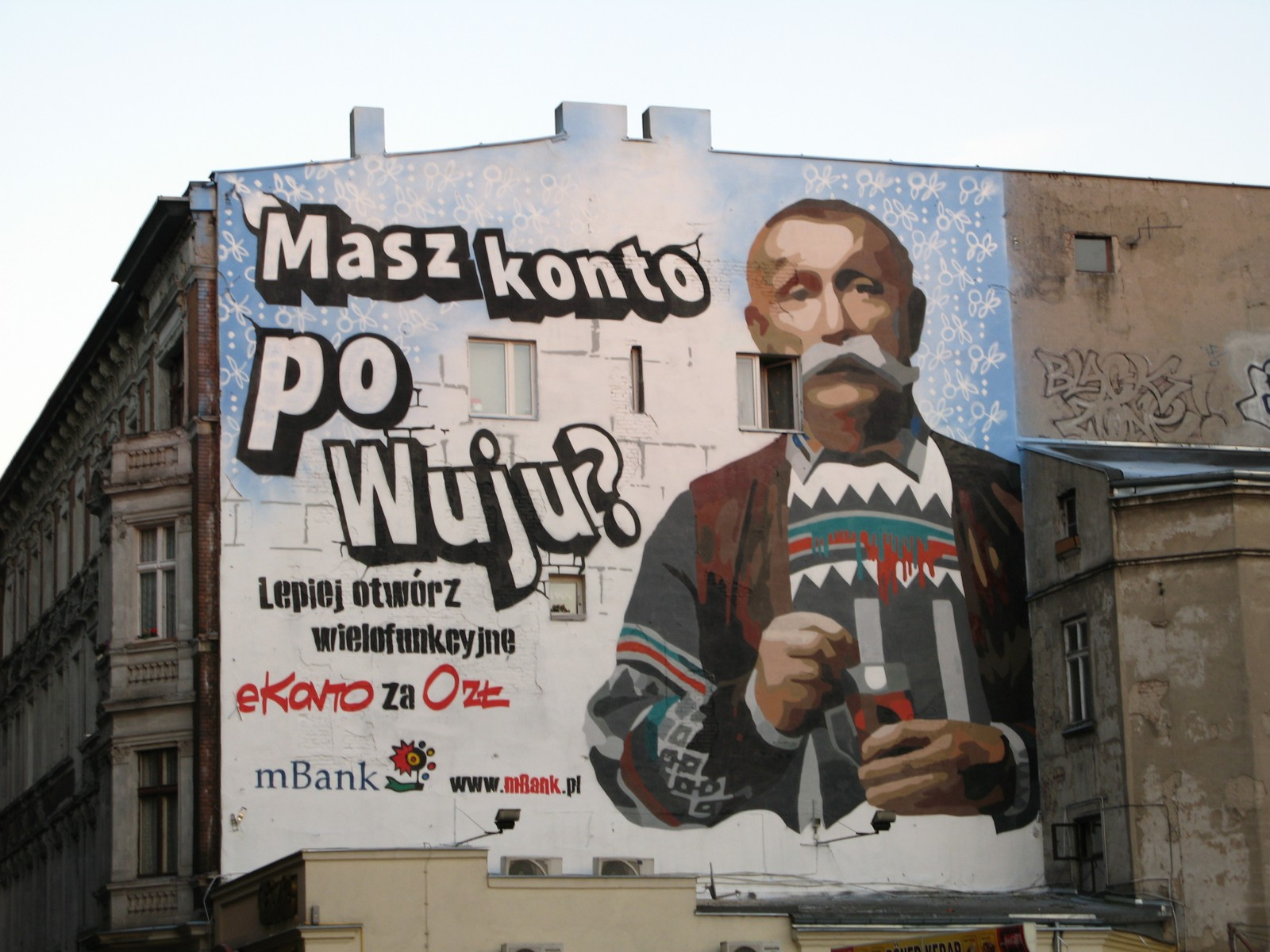
Reklama mBanku w Łodzi (2010)

Segment bankowości detalicznej mBanku obsługuje 5,587 mln klientów indywidualnych i mikroprzedsiębiorstw w Polsce, Czechach i Słowacji w oparciu o Internet, bankowość mobilną i bezpośrednią obsługę za pośrednictwem call center, a także sieci 177 oddziałów (w tym 131 w Polsce, z czego 31 to tak zwane lekkie oddziały zlokalizowany w centrach handlowych). Bank oferuje szeroki zakres produktów i usług: rachunki bieżące i oszczędnościowe, rachunki dla mikroprzedsiębiorstw, karty płatnicze, produkty: kredytowe, depozytowe, inwestycyjne i ubezpieczeniowe, wymianę walut, usługi maklerskie oraz leasing dla mikroprzedsiębiorstw.
Bank oferuje aplikację mobilną, która pozwala na dostęp do produktów i usług bankowych oraz umożliwia także mobilne płatności (zbliżeniowe NFC, skanowanie QR kodów, BLIK). Wszystkie oferowane w ramach bankowości detalicznej mBanku usługi dostępne są w kanałach zdalnych. Na koniec 2021 roku ¾ procesów realizowanych było zdalnie. Według zestawienia serwisu BusinessFinancing.co.uk mBank jest najpopularniejszym w kraju bankiem internetowym.
Każdego miesiąca 2,9 mln klientów korzysta z mBanku online. Z tego ponad 1,5 miliona używa tylko aplikacji mobilnej.

## Grupa kapitałowa mBanku
Do grupy kapitałowej mBanku należą
- mAccelerator – fundusz venture capital,
- mBank Hipoteczny – bank hipoteczny
- mElements – firma specjalizująca się w rozwiązaniach e-commerce i API banking,
- mFaktoring – firma faktoringowa,
- mFinanse (wcześniej Aspiro) – firma pośrednictwa finansowego,
- mInvestment Banking – firma świadcząca usługi z zakresu bankowości inwestycyjnej,
- mLeasing – firma leasingowa,
- LeaseLink – firma leasingowa,
- mServices – spółka informatyczna zajmująca się projektowaniem interfejsów użytkownika.

## Prezesi
- 1986–1998: Krzysztof Szwarc[48]
- 1998–2004: Wojciech Kostrzewa[49]
- 2004–2008: Sławomir Lachowski[50]
- 2008–2010: Mariusz Grendowicz[51]
- 2010–2024: Cezary Stypułkowski[51]
- od 2024: Cezary Kocik[52]

## Kontrowersje

### Kredyty waloryzowane kursem franka szwajcarskiego w portfelu mBanku
Według stanu na koniec 2015, mBank posiadał kredyty hipoteczne powiązane z kursem franka szwajcarskiego – poprzez tzw. „waloryzację” – o wartości około 19 miliardów złotych (ok. 5 miliardów CHF). W latach 2002–2014, mBank udzielił ponad 70 tys. takich kredytów.
Na mocy wyroku Sądu Ochrony Konkurencji i Konsumenta ze stycznia 2010, stosowany przez mBank w umowach kredytowych zapis określający działanie mechanizmu waloryzacyjnego został wpisany na pozycji 5743 do rejestru klauzul zakazanych prowadzonego przez Urząd Ochrony Konkurencji i Konsumentów. Zapis ten ustalał sposób przeliczania kwot wyrażonych we frankach szwajcarskich na złote. Podstawą umieszczenia zapisu w rejestrze klauzul zakazanych była dowolność mBanku w wyznaczaniu kursu przeliczeniowego. Tego typu decyzje UOKiK wydawał także w odniesieniu do innych banków.
W grudniu 2010 grupa 1247 kredytobiorców, którym mBank udzielił kredytów waloryzowanych do franka szwajcarskiego, wytoczyła bankowi pozew zbiorowy o dowolne wyznaczanie oprocentowania swoich kredytów. W kwietniu 2014 Sąd Apelacyjny w Łodzi wydał prawomocny wyrok uznający stosowane w tych umowach zapisy dotyczące oprocentowania za abuzywne, czyli niedozwolone i w związku z tym niewiążące konsumenta. MBank skorzystał z przewidzianej prawem możliwości zaskarżenia wyroku i wniósł do Sądu Najwyższego skargę kasacyjną. Wyrok został wstrzymany, a sprawa wróciła do ponownego rozpatrzenia przez Sąd Apelacyjny.
W maju 2015 Sąd Apelacyjny w Szczecinie wydał prawomocny wyrok w sprawie pozbawienia wykonalności bankowego tytułu egzekucyjnego dotyczącego udzielonego przez mBank kredytu waloryzowanego we franku szwajcarskim. Wyrok uznaje stosowane przez mBank zapisy waloryzacyjne za sprzeczne z dobrymi obyczajami oraz naruszające interesy konsumenta-kredytobiorcy, i w związku z tym nie wiążące stron umowy. We wrześniu 2016 Sąd Najwyższy oddalił skargę kasacyjną mBanku od wyroku Sądu Apelacyjnego w Szczecinie. Przedmiotem rozważania Sądu Najwyższego nie była jednak kwestia waloryzacji spornego kredytu. Sąd podkreślił też, że udzielony przez bank kredyt powinien zostać spłacony.
W związku ze znacznym zaangażowaniem w kredyty waloryzowane we franku szwajcarskim, Komisja Nadzoru Finansowego wydała w marcu 2015 zalecenie, by mBank nie wypłacał dywidendy z zysku za 2014 rok, by mógł spełnić regulacyjne wymogi kapitałowe. W październiku 2015, w celu zabezpieczenia ryzyka wynikającego z walutowych kredytów hipotecznych, Komisja Nadzoru Finansowego zaleciła mBankowi pokrycie dodatkowego wymogu kapitałowego na poziomie 4,39%.
W styczniu 2016 Urząd Ochrony Konkurencji i Konsumentów nałożył na mBank karę w wysokości 6,59 mln zł za nieuwzględnianie ujemnego oprocentowania kredytów CHF. MBank uwzględniał ujemny LIBOR, jednak w taki sposób, by oprocentowanie kredytu nie było mniejsze niż zero. Zdaniem banku, zgodnie z prawem, umowa kredytu jest odpłatna. Z tego powodu bank zdecydował się odwołać od decyzji UOKiK. Jednocześnie chcąc czasowo zminimalizować negatywne konsekwencje wahań kursu szwajcarskiej waluty, bank zdecydował się na obniżenia kapitału kredytu klientom, których dotyczyła kwestia ujemnego oprocentowania. Ostatecznie UOKiK złagodził wymiar finansowy kary.
W lipcu 2019 r. ogłoszono, że Europejski Bank Centralny i niemiecki regulator finansowy BaFin prowadzą dochodzenie przeciw Commerzbankowi pod kątem ułatwienia jego spółce zależnej, mBankowi, sprzedaży toksycznych produktów finansowych w Polsce, a także w związku z potencjalnym uchylaniem się od płacenia podatków wynikającym z finansowania przez Commerzbank toksycznych produktów finansowych mBanku powiązanych z CHF.
W lutym 2022 w postępowaniu grupowym Sąd Okręgowy w Łodzi wydał korzystny dla mBanku wyrok i w całości oddalił żądania 1,7 tys. kredytobiorców, którzy domagali się m.in. uznania ich umów kredytowych za nieważne.

## Najważniejsze nagrody
- trzy statuetki Best of Show na trzech konferencjach Finovate: w 2013 w Londynie[68] i Nowym Jorku[69] i w 2015 ponownie w Londynie[70]. Nagroda przyznawana jest najbardziej innowacyjnym projektom. W przypadku mBanku były to rozwiązania nowego serwisu transakcyjnego oraz model lekkich placówek akwizycyjnych
- nagradzany w konkursie Model Bank Awards (w 2014 i 2015), organizowanym przez globalną firmę doradczą Celent. Eksperci docenili proponowany przez bank model oferowania ubezpieczeń i uznali, że mBank najlepiej wykorzystuje technologię w bankowości[71]
- w 2014 Forrester Research, globalna firma badawczo-doradcza analizująca usługi banków, uznała mBank za bezkonkurencyjny w kategorii bankowości internetowej w Europie oraz jeden z najlepszych wśród rozwiązań bankowości mobilnej na świecie[72]
- czterokrotny zdobywca nagród w plebiscycie Efma i Accenture „Distribution & Marketing Innovation Awards” (w 2013, 2014, 2015 i 2016), wyróżniającym najlepsze projekty bankowe na świecie. MBank został doceniony m.in. za program rabatowy mOkazje, bankowość online i mobile oraz mKsięgowość – usługę łączącą księgowość i konto bankowe[73]
- od pierwszej edycji, co roku na podium w prestiżowym plebiscycie Złoty Bankier, organizowanym przez Bankier.pl i Puls Biznesu. Laureatami wyróżnienia są banki, które stawiają na najlepsze praktyki rynkowe, a ich produkty i usługi są odpowiedzią na oczekiwania i potrzeby klientów. Najlepszych od 2008 wybierają klienci i eksperci rynku bankowego[74]
- wielokrotnie nagradzany przez Newsweeka i Forbesa – zdobywca tytułów „Przyjazny Bank Newsweeka” i „Najlepszy bank dla firm”[75]